# Sam Williams (fútbol americano)
Samuel Degarrick Williams (Montgomery, Alabama, 31 de marzo de 1999) más conocido como Sam Williams, es un jugador profesional estadounidense de fútbol americano, se desempeña en la posición de defensive end en Dallas Cowboys, en la National Football League (NFL).

## Carrera
Fue seleccionado en la Reunión Anual de Selección de Jugadores de la NFL de 2022. Hizo su debut profesional con el equipo Dallas Cowboys, lleva jugando dos temporadas.